# Pinzell (planta)
El pinzell, farigola borda o herba soldadora (Staehelina dubia) és una espècie de planta silvestre del gènere Staehelina de la família de les asteràcies (Asteraceae).

## Morfologia

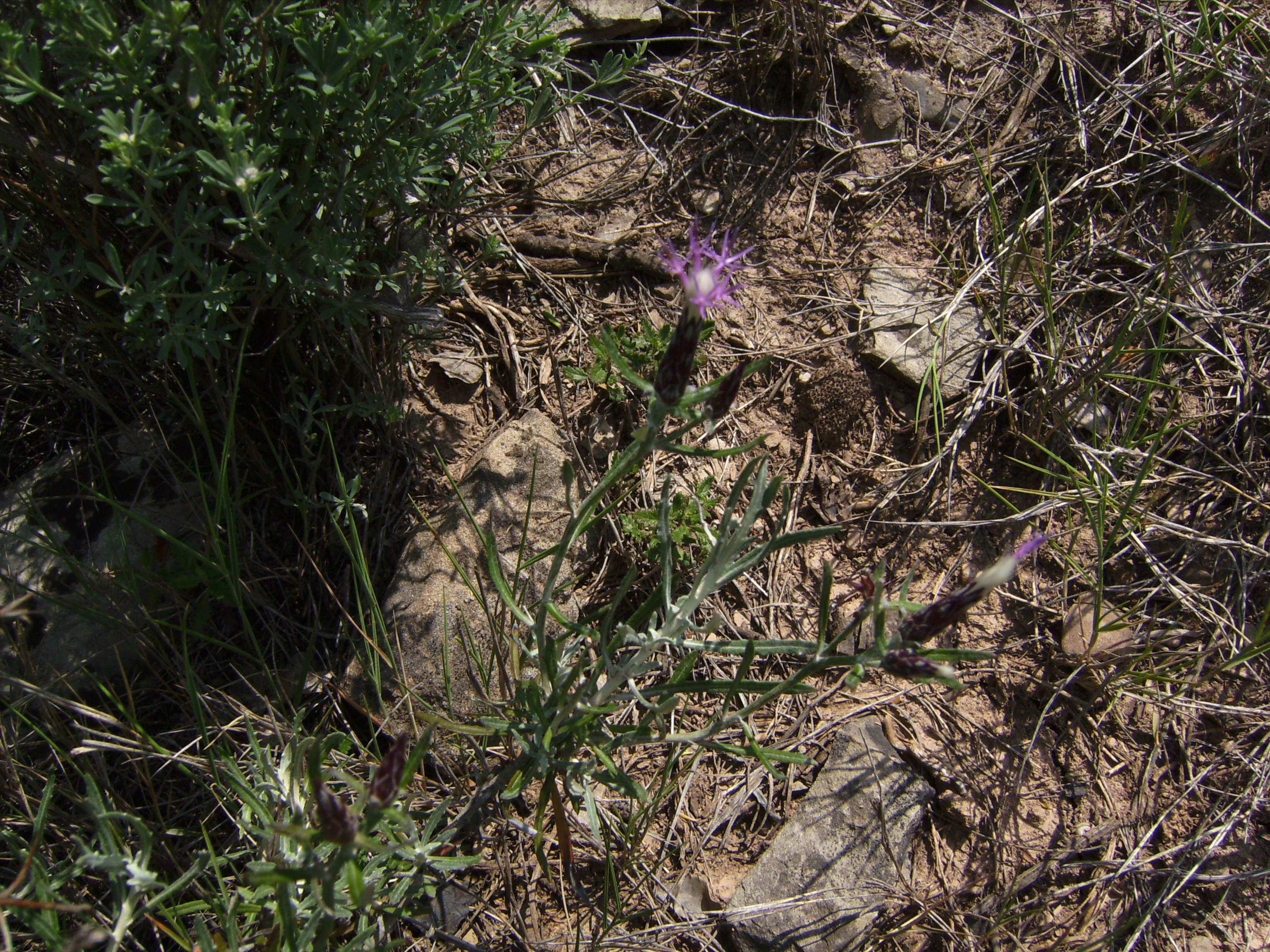
Flors en forma de pinzell

Mata grisenca de branquillons erectes que fa de 10 a 40 cm d'alçada. Les fulles són linears-lanceolades subsèssils revolutes i laxament dentades, albo-tomentoses al revers. Les flors, porpra, es presenten en capítols, de 15-20 x 3-5 mm, que semblen un petit pinzell. Floreix de juny a juliol.

## Hàbitat
Habita en brolles sobre sòl eutròfic, preferentment en els calcaris, és rar a la muntanya humida i a les terres molt poc plujoses. Viu des del nivell del mar fins als 1.300 m d'altitud. No n'hi ha a Menorca. La seva distribució és a l'oest de la conca del Mediterrani (Europa i Nord d'Àfrica).